# Stara Maliszewa
Stara Maliszewa – wieś w Polsce położona w województwie mazowieckim, w powiecie sokołowskim, w gminie Kosów Lacki. Ma status sołectwa.
W latach 1975–1998 miejscowość administracyjnie należała do województwa siedleckiego.
Wierni kościoła rzymskokatolickiego należą do parafii Parafia Narodzenia Najświętszej Maryi Panny w Kosowie Lackim.